# Daphne Guinness
Pour les articles homonymes, voir Guinness (homonymie).
Daphne Suzannah Diana Joan Guinness (née le 9 novembre 1967) est une artiste britannique, femme d’affaires et égérie de marques de mode. Elle est l’une des héritières de la richissime famille Guinness, propriétaire de la bière homonyme irlandaise. Elle est apparentée par son père, Lord Moyne, aux sœurs Mitford.

## Famille
Daphne Guinness naît le 9 novembre 1967 à Londres. Elle est la fille de Jonathan Guinness, 3e baron Moyne, journaliste et banquier, et de sa seconde épouse Suzanne Lisney, mannequin et peintre, anglaise et francophone, décédée en 2005 d’un cancer du poumon,.
Elle est également la nièce de l'historien d'art et défenseur de l'environnement Desmond Guinness et la petite-fille de Diana Mitford, l’une des six sœurs Mitford, qui défraie la chronique dans les années 1930-1940 en divorçant du grand-père de Daphne, Bryan Guinness, 2e baron Moyne, et en épousant en secondes noces, le fondateur du parti fasciste britannique, Sir Oswald Mosley. Sa grand-tante Jessica Mitford, qui lui aurait transmis son goût pour la musique ainsi que pour la littérature, est, à l’opposé de sa sœur, engagée dans les Brigades internationales en Espagne, puis dans le Parti communiste américain.
Enfant, elle habite dans les manoirs familiaux d’Angleterre et d’Irlande et passe ses vacances dans l'ermitage espagnol du XVIIIe siècle de Cadaqués, en Catalogne, village où son grand-père Denis Lisney et sa grand-mère, tous deux britanniques, s'étaient installés dans les années 1950 avec leurs deux enfants. Ses voisins s’appellent Salvador Dalí, Man Ray, Marcel Duchamp et Richard Hamilton.
Au milieu des années 1980, elle s’installe à New York avec sa sœur Catherine Guinness (en) (l'épouse de James Charteris, 13e comte de Wemyss et 9e comte de March), qui travaillait alors avec Andy Warhol.
En 1987, alors âgée de 19 ans, elle épouse Spyros Niarchos, fils cadet de l’armateur grec milliardaire Stavros Niarchos. Ils divorcent douze ans plus tard. L’accord du divorce avec le père de ses enfants se solde par une somme de quarante millions de dollars  venant s’ajouter à une fortune familiale déjà considérable, évaluée à plusieurs centaines de millions de dollars. Daphne Guinness vit à Londres et Manhattan avec ses trois enfants : Nicolas Stavros Niarchos (né en 1989), Alexis Spyros Niarchos (né en 1991) et Ines Sophia Niarchos (née en 1995).
Dans le Harper's Bazaar daté de février 2011, Daphne Guinness, interviewée par Derek Blasberg, dit de Bernard-Henri Lévy avec qui elle a alors une relation : « He is quite obviously the love of my life » (en français : « Il est sans aucun doute l’amour de ma vie »). Ils formeront un couple, de 2008 à 2013.
Daphne Guinness insiste souvent sur le fait qu’elle ne se voit pas comme une « excentrique » : « Je déteste vraiment le mot », a-t-elle dit. Je me vois plus comme une « bohémienne ». Elle est restée proche de la dernière survivante des sœurs Mitford, sa grand-tante Deborah, duchesse de Devonshire, qu’elle a accompagnée, en novembre 2010, lorsqu’elle vint à New York faire une tournée de conférences pour la promotion de son livre Wait for me!
Elle possède des appartements à Londres, Paris et New York et une maison de famille sur l'île Moustique.

## Mode
Daphne Guinness se considère comme une figure importante du monde de la mode, une « fashion face ». Elle est connue pour sa collection de robes à laquelle le Fashion Institute of Technology, le musée de la mode new-yorkais, consacrera une exposition à l’automne 2011.
Des marques telles que Lagerfeld, la ligne de make-up NARS, M.A.C. ou la marque Akris la choisissent comme égérie publicitaire. Elle défile pour Alexander McQueen le jour coïncidant avec l’annonce de son suicide, puis pour Tom Ford qui lui a confié le final de son défilé 2010. Créatrice elle-même, elle est passionnée par les armures et leur détournement dans l’habillement. Elle défile également pour le « Fashion for Relief » de Naomi Campbell dans le but  de lever des fonds pour les veuves et les mères isolées à Haïti.
Elle figure, depuis 1994, dans le Hall of Fame de Vanity Fair et dans son International Best Dressed List (en) classant les femmes les mieux habillées de la planète.
Contributrice du magazine Tatler, elle a travaillé comme styliste avec Steven Klein et David LaChapelle, a créé le parfum Daphne pour Comme des Garçons et a été ambassadrice des montres de luxe Roger Dubuis.

## Mécénat
Elle consacre une part de sa fortune à aider des artistes, des théâtres ou des librairies en difficulté de Londres.
En avril 2008, elle organise, dans la « Gallaria » à Essex, une vente aux enchères d’une partie de sa garde-robe. Le produit de la vente alla intégralement à une organisation charitable nommée Womankind et qui se consacre à améliorer le sort des femmes dans les pays en voie de développement mais aussi dans le Royaume-Uni.[réf. nécessaire]
En juillet 2010, elle a racheté l'intégralité de la garde-robe de son amie décédée en 2007, Isabella Blow à la maison Maison Christie’s pour ensuite l'exposer au grand public. Interrogée par Suzy Menkes puis par le Financial Times sur la motivation de son geste, elle déclara juste vouloir préserver la mémoire de son amie, éviter que celle-ci ne soit dispersée à tous les vents et la garder comme « un monument »[réf. incomplète].
Elle a aidé financièrement une œuvre de charité pour les femmes battues.

## Art
Elle est la muse de plusieurs photographes reconnus. Steven Klein, photographe attitré de Madonna, réalise deux couvertures de Vogue. Dans la première, elle joue le rôle de Jean Seberg dans un remake du film de Romain Gary, Les oiseaux vont mourir au Pérou. Dans l'autre, elle réinterprète le rôle de Delphine Seyrig dans le film d'Alain Resnais, L'Année dernière à Marienbad.
David LaChapelle, lors de la foire d'art contemporain de Miami, en décembre 2009, créé l'événement avec des photos d’elle destinées à une publicité pour le modèle « Zeppelin » de la marque automobile Maybach. Ces photos sont lointainement inspirées d’une série intitulée « Cars » et réalisée par Andy Warhol en 1986. David La Chapelle photographie également Daphne Guinness au fond d'un grand réservoir d'eau. Pendant les prises de vue, il lui demandait de rester une minute trente sans respirer afin que les bulles de sa respiration ne se voient pas sur le cliché  et ne troublent pas sa mise en scène inspirée de l’image d’Ophélie.
Daphne Guinness a produit et réalisé trois courts-métrages. Cashback en 2006, qui fut nommé aux Oscars. Phenomenology of body, en 2008, qui était un hymne à la féminité et qui fut coproduit et diffusé par le New York Times Magazine. Et Mnemosyne, conçu au départ pour servir de publicité au parfum qui porte son nom (« Daphne ») et qu’a lancé en 2009 la marque Comme des Garçons. Ce film a été nommé aux Webby Awards.
En 2011, elle tient le rôle-titre du film underground de Joe Lalli intitulé The last days of Jean Seberg racontant la fin tragique de l’actrice américaine Jean Seberg qui fut l’égérie de Jean-Luc Godard et qui milita avec les Black Panthers.
En 2014, elle sort un album de rock, après avoir diffusé le morceau Evening in Space, produit et arrangé par Tony Visconti dont le clip est réalisé par[David LaChapelle. Son second album, Daphne & The Golden Chord, sort en avril 2018.
Le 21 juin 2024, Daphne Guinness sort son troisième album Sleep. Enregistré aux studios British Grove et Abbey Road, il a été mixé par Ricky Damian, qui a notamment travaillé avec Lady Gaga, Adele, Georgia Smith ou encore Dua Lipa. Malcolm Doherty, Tony Visconti, Guy Pratt et Rob Shirakbari ont aussi participé à l'élaboration de cet album. Le 4 octobre 2024, elle sort la version Deluxe de son album Sleep avec des remixes signés Hercules & Love Affair, Joe Goddard et The Carry Nation.